# Gmail
Gmail – bezpłatny serwis webmail stworzony i rozwijany przez przedsiębiorstwo Google. W październiku 2018 roku miał 1,5 mld użytkowników na całym świecie.
Serwis był testowany od 21 marca 2004, swój medialny debiut miał 1 kwietnia 2004 roku. Od 30 czerwca 2006 jest dostępny w języku polskim. 7 lutego 2007 publicznie otwarto rejestrację (do tej pory rejestracja odbywała się poprzez system zaproszeń), a 7 lipca 2009 opuścił wersję beta.
Jego podstawowymi funkcjami są łączenie wiadomości w „wątki”, ochrona przed spamem, możliwość tworzenia filtrów i kategoryzowania poczty oraz oznaczanie wątków „gwiazdkami” i jako ważne.
Gmail ma funkcjonalność klienta poczty elektronicznej – pozwala na pobieranie poczty z zewnętrznych serwerów za pomocą POP3 i IMAP oraz na używanie wielu adresów e-mail do wysyłanej poczty. Umożliwia dostęp offline (integracja z Gears) i szybki podgląd dokumentów tekstowych. Wyświetla kontekstowe reklamy.
Jego dodatkowymi funkcjami są czat oparty na protokole Extensible Messaging and Presence Protocol, rozmowy głosowe z użyciem Voice over Internet Protocol, rozmowy wideo, katalog kontaktów i „lista zadań”.
Ponadto w tzw. „Laboratorium Gmail” znajdują się moduły pozwalające na wiele innych sposobów rozszerzyć funkcjonalność serwisu.

## Historia
Google zapowiedziało uruchomienie swojej nowej usługi 1 kwietnia 2004 r., co przez wiele osób zostało uznane za żart primaaprilisowy, głównie z powodu zapowiadanej pojemności konta (1 GB – na owe czasy bardzo dużo). 1 kwietnia 2005 roku, w pierwszą rocznicę powstania, Google powiększyło pojemność konta pocztowego o kolejny gigabajt (do 2 GB) oraz dodało funkcję, która w sposób ciągły powiększa konto. Na początku istnienia usługi, konto Gmail można było założyć tylko poprzez otrzymanie zaproszenia od innego użytkownika (w kilku krajach to ograniczenie nie występowało). Od 7 lutego 2007 zaproszenia nie są już potrzebne, niezależnie od kraju, z którego łączy się użytkownik.

## Cechy
Gmail ma prosty w obsłudze, choć zaawansowany technicznie webmail oparty na technologii AJAX, który przy przechodzeniu do innego folderu nie odświeża całej strony, a tylko wymagające tego elementy. W Gmailu nie wyświetlają się reklamy graficzne, a jedynie mogą pojawiać się reklamy tekstowe Google, które nie wymuszają podejmowania akcji przez użytkownika. W odróżnieniu od wielu innych darmowych kont pocztowych, w Gmailu na końcu wysyłanych wiadomości nie są dodawane reklamy. Dostępny jest też uproszczony interfejs zoptymalizowany dla telefonów komórkowych (Gmail Mobile).
Mimo że Google podało, że limit dla przesyłanych plików wynosi 10 GB (od 2015 – 15 GB), to realny limit wielkości załączników nadal wynosi 25 MB. Liczba 15 GB dotyczy pojemności konta w serwisie Dysk Google, na którym można przechowywać pliki. Do e-maili można automatycznie dodać link do pliku.

### Wersje językowe
Interfejs użytkownika konta pocztowego Gmail dostępny jest obecnie w 38 językach, w tym również w języku polskim i umożliwia sprawdzanie pisowni w tych językach. Nowe opcje pojawiają się zwykle najpierw w wersji anglojęzycznej. Zmiana wersji językowej jest prosta i dokonuje się jej w ustawieniach Gmaila.

### Czat
Od 11 marca 2006 polska wersja internetowego interfejsu Gmaila posiada wbudowany komunikator pozwalający czatować z innymi użytkownikami Gmaila, Google Talk i komunikatorów opartych na protokole Jabber. Znany jest również sposób na rozmawianie z użytkownikami Gadu-Gadu.

### Wątki
Wiadomości pogrupowane są w „wątki”, które można archiwizować, przypisywać do etykiet, oznaczać gwiazdką, przeszukiwać, automatycznie przekierowywać na inny adres lub usuwać. Można też tworzyć filtry wykonujące akcje na nowych wiadomościach spełniających określone kryteria, np. Gdy wiadomość zawiera w temacie wyraz Notatki, to pomiń folder Odebrane (Archiwizuj) i oznacz etykietą: Notatki własne. Inne użyteczne opcje:
- skróty klawiaturowe
- wyświetlanie fragmentów wiadomości (co często umożliwia zorientowanie się w treści jeszcze przed otworzeniem wiadomości)
- wyświetlanie zdjęcia nadawcy
- autoresponder

### Bezpieczeństwo
Konto zabezpieczone jest skanerem antywirusowym oraz filtrem chroniącym przed spamem i phishingiem. Niechcianą wiadomość oznacza się poprzez naciśnięcie na Zgłoś spam. Ewentualne nadużycia kont Gmail można zgłaszać, wypełniając odpowiedni formularz. Gmail obsługuje protokoły HTTPS i POP3-SSL. W przypadku webmaila domyślnie tylko operacja logowania jest szyfrowana, praca z pocztą odbywa się poprzez nieszyfrowany protokół HTTP. W nagłówkach wiadomości wysyłanych przy użyciu interfejsu Gmail nie jest zapisywany adres IP komputera nadawcy (jednocześnie Google prowadzi stanowczą politykę przeciw użyciu Gmaila do spamowania). Autoresponder można tak skonfigurować, aby automatyczna odpowiedź była wysyłana tylko do osób z listy kontaktów.

### Zintegrowane programy
Gmail posiada wbudowany prosty czytnik kanałów RSS, klienta czatu opartego na protokole Jabber i współdziałającego z programem Google Talk. Posiadanie konta Gmail oznacza również dostęp do wielu innych usług Google, między innymi rozbudowanego kalendarza (powiadomienia o nadchodzących wydarzeniach można otrzymywać e-pocztą lub SMS-em), notatnika, powiadomień o nowych wynikach przeszukiwania internetu i innych.

### Pojemność
Na starcie (1 kwietnia 2004) Gmail miał 1 GB. Od 2015 pojemność konta wynosi 15 GB. Istnieje możliwość płatnego powiększenia konta.
Gmail ułatwia nowym użytkownikom migrację z poprzedniego konta e-mailowego – możliwe jest przeniesienie książki adresowej, poinformowanie wszystkich znajomych o zmianie adresu, a nawet wysyłanie wiadomości ze starym adresem w polu „Od:” (lub z dowolnym adresem, który posiada użytkownik).

### Powiadomienia o nowych wiadomościach
O nadejściu nowej wiadomości może informować inny program zainstalowany na komputerze – Gmail Notifier albo Google Talk. Zawartość skrzynki pocztowej można też przeglądać poprzez protokół RSS (uwaga: upublicznienie kanału RSS upublicznia początkowe fragmenty wiadomości!).

## Aplikacje Google powiązane z Gmail
- Gmail Notifier – program autorstwa Google, który działając w tle, powiadamia użytkownika poczty elektronicznej (Gmail) o nadejściu nowej wiadomości. Po kliknięciu na okienko, program przenosi do skrzynki pocztowej poprzez domyślną przeglądarkę internetową. Program ten jednak jest ograniczony do jednego konta pocztowego.
- Gmail Mobile – darmowa aplikacja, stworzona przez Google, na telefony komórkowe lub PDA, służąca do synchronizowania urządzenia z kontem pocztowym Gmail. Aplikacja jest przeznaczona na urządzenia Apple iPhone oraz inne, z systemami operacyjnymi takimi jak Android, Symbian (seria S60) i Windows Mobile oraz BlackBerry.